# Kanton Marckolsheim

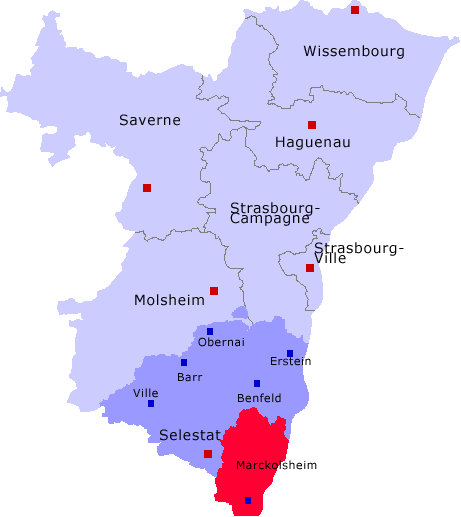
Lage des Kantons Marckolsheim im Arrondissement Sélestat-Erstein und im Département Bas-Rhin

Der Kanton Marckolsheim war bis 2015 ein französischer Wahlkreis im Arrondissement Sélestat-Erstein, im Département Bas-Rhin und in der Region Elsass.

## Geschichte
Der Kanton wurde am 4. März 1790 im Zuge der Einrichtung der Départements als Teil des damaligen „Distrikts Benfeld“ gegründet. Einige Zeit später gehörte er zum neu gegründeten „Distrikt Schlestadt“.
Mit der Gründung der Arrondissements am 17. Februar 1800 wurde der Kanton als Teil des damaligen Arrondissements Barr neu zugeschnitten. Am 10. Februar 1806 wurde aus dem Arrondissement Barr das Arrondissement Schlestadt.
Von 1871 bis 1919 gab es keine weitere Untergliederung des damaligen „Kreises Schlettstadt“ (frz. ehem.: Schlestadt).
Am 28. Juni 1919 wurde der Kanton wieder Teil des Arrondissements Sélestat, das am 24. Mai 1974 mit dem Arrondissement Erstein zum Arrondissement Sélestat-Erstein zusammengelegt wurde.
Am 22. März 2015 wurde der Kanton aufgelöst. Mit einer Ausnahme gehören die Gemeinden jetzt zum Kanton Sélestat.

## Geografie
Der Kanton grenzte im Norden an den Kanton Benfeld, im Osten an Deutschland mit dem Ortenaukreis und dem Landkreis Emmendingen im Regierungsbezirk Freiburg (Baden-Württemberg), im Süden an den Kanton Andolsheim im Arrondissement Colmar im Département Haut-Rhin, im Südwesten an den Kanton Ribeauvillé im Arrondissement Ribeauvillé, ebenfalls im Département Haut-Rhin und im Nordwesten an den Kanton Sélestat.

## Gemeinden
Der Kanton bestand aus 21 Gemeinden:
- Artolsheim
- Baldenheim
- Bindernheim
- Bœsenbiesen
- Bootzheim
- Diebolsheim, jetzt im Kanton Erstein
- Elsenheim
- Heidolsheim
- Hessenheim
- Hilsenheim
- Mackenheim
- Marckolsheim
- Mussig
- Muttersholtz
- Ohnenheim
- Richtolsheim
- Saasenheim
- Schœnau
- Schwobsheim
- Sundhouse
- Wittisheim